# Superpoblación humana

Mapa de la densidad de población mundial por países.

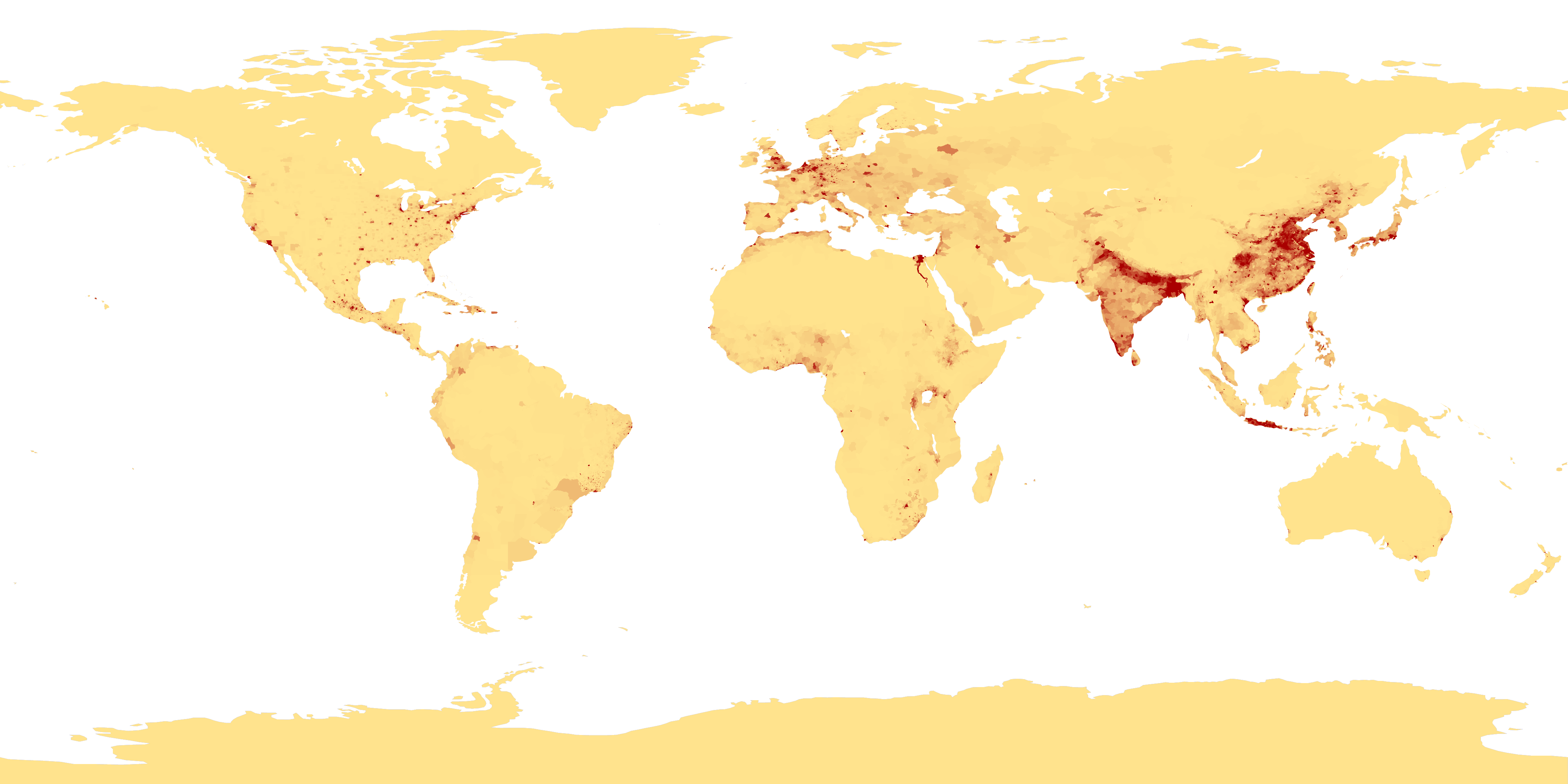
Áreas con altas tasas de densidad de población, calculado en 1994.

La superpoblación o sobrepoblación  es un fenómeno que se produce cuando una elevada densidad de población puede provocar un empeoramiento del entorno, una disminución en la calidad de vida o situaciones de hambre y conflictos. Generalmente este término se refiere a la relación entre la población humana y el medio ambiente. También puede aplicarse a cualquier otra especie que alcance niveles críticos en su número de individuos.

## Concepto
La sobrepoblación proviene de  la superación por una especie animal de los límites de sustentabilidad del biotopo que habita. Esto es: una especie demanda más alimento, produce más residuos y exige más espacio del que el biotopo puede darle o aceptar sin sacrificar el futuro de otras especies que habitan en él. La sobrepoblación es tanto una cuestión de espacio como de limitación de recursos, y sobre todo, como consecuencia directa de extinción de las especies que cohabitan la región superpoblada con la especie humana. Se estima que cerca de un 99.9% de todas las especies que han surgido en el planeta se han extinguido por una u otra causa, además de que sin estas extinciones la especie humana nunca hubiera llegado a ocupar todos los ecosistemas terrestres del planeta.

Curva de crecimiento de la población mundial

La sobrepoblación puede resultar de un incremento de nacimientos, una disminución de la mortalidad debido a los avances médicos, un aumento de la inmigración o por un bioma insostenible y agotamiento de recursos. Es posible que en áreas de escasa densidad de población se dé sobrepoblación porque el área en cuestión no puede sostener tanta población.
El concepto de superpoblación se basa en el principio de que todo territorio tiene una cierta capacidad de carga, la cual viene determinada por la cantidad de recursos disponibles y por la tasa de renovación de estos. 
La población de cualquier especie alcanzará su nivel óptimo cuando ésta sea igual a la capacidad de carga. Si la población aumenta por encima de la capacidad de carga, habrá sobrepoblación y, por consiguiente, los recursos (especialmente los alimentos) no alcanzarán para todos los habitantes de la población, produciéndose la muerte por inanición de estos.

## Evolución de las poblaciones

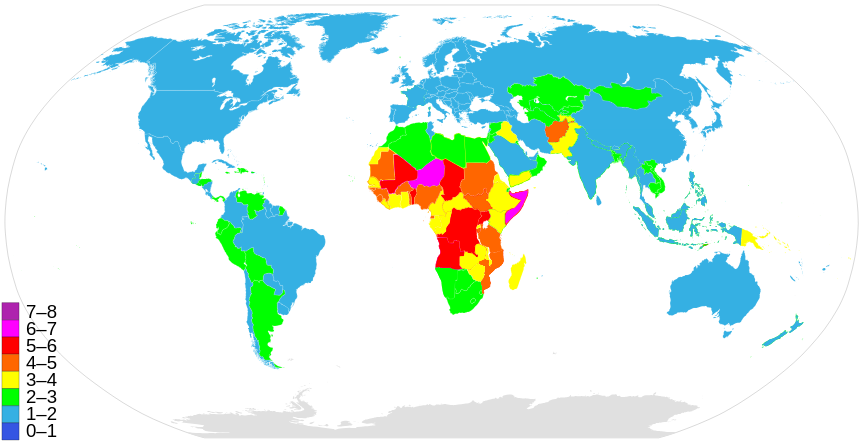
Mapa de países según su tasa de fertilidad.

El estado natural de las poblaciones es el equilibrio, esto es, tantos individuos llegan a reproducirse en una generación como individuos lo hicieron en la generación anterior y siendo estos los necesarios para el mantenimiento estable de la población. Sin embargo, el equilibrio se altera por cambios en el medio (por cambios ambientales o por la desaparición/disminución de individuos de otras especies y la posterior invasión de sus antiguos nichos ecológicos por otras especies que hasta entonces lo ocupaban), originando incrementos (o descensos) de los individuos que generan descendencia. Todo crecimiento cesa necesariamente, llegando a un nuevo estado de equilibrio. Todas las especies se reproducen mucho más de lo que es necesario para el mantenimiento de su población, desde peces que ponen millones de huevos hasta el elefante, que viviendo unos 80 años tiene una media de 6 individuos por pareja reproductora, sin embargo las enfermedades o los depredadores se encargan de que el número de individuos reproductores que en ambos casos dejan descendencia es de aproximadamente dos (cada especie usa una estrategia reproductiva produciendo muchos descendientes que deja a su suerte o pocos pero empleando su tiempo y recursos en su cuidado). En la especie humana el crecimiento hacia la superpoblación se debe a la mejora de las condiciones de vida con una disminución importante de la mortalidad infantil que ha originado la reproducción de individuos, que bajo otras condiciones no se habrían dado. En la mayoría de países del mundo, se ha visto una disminución drástica de la tasa de natalidad tras los años del baby boom o explosión de natalidad y de la Segunda Guerra Mundial; con lo que la natalidad que se ha nivelado con la mortalidad —lo que se conoce como tasa de reemplazo— para llegar de nuevo en muchas regiones al equilibrio. Sin embargo, otras regiones, fundamentalmente del África subsahariana, en las que el descenso de la mortalidad es reciente, aún están en fase de crecimiento acusado de la población (véase el mapa adjunto de fertilidad, zonas con tendencia al rojo y el morado), y se espera que progrese su dinámica poblacional hacia la de otros países más desarrollados con una natalidad similar a la tasa de reemplazo.

## Visión de conjunto
La población humana ha estado aumentando continuamente desde el final de la Peste Negra, alrededor del año 1350, aunque el aumento más significativo ha sido desde la década de 1950, principalmente debido a los avances médicos y el aumento de la productividad agrícola. La tasa de crecimiento de la población ha disminuido desde la década de 1980, mientras que el número total absoluto siguió aumentando. Los recientes aumentos de tasas en varios países que anteriormente disfrutaban de descensos constantes también aparentemente contribuyen a un crecimiento continuo en el número total. Las Naciones Unidas han expresado su preocupación por el continuo crecimiento de la población en el África subsahariana. La investigación reciente ha demostrado que esas preocupaciones están bien fundamentadas. A partir del 21 de noviembre de 2017, la población humana mundial se estima en 7.583 millones  por la Oficina del Censo de los Estados Unidos, y más de 7 mil millones según las Naciones Unidas. La mayoría de las estimaciones contemporáneas para la capacidad de carga de la Tierra en las condiciones existentes se encuentran entre 4 mil millones y 16 mil millones. Dependiendo de qué estimación se use, la superpoblación humana puede o no haber ocurrido ya. Sin embargo, el rápido aumento reciente de la población humana está causando cierta preocupación. Se espera que la población alcance entre 8 y 10.500 millones entre los años 2040 y 2050. En 2017, las Naciones Unidas aumentaron las proyecciones de variante media a 9.8 mil millones para 2050 y 11.2 mil millones para 2100.
El rápido aumento reciente de la población humana en los últimos tres siglos ha despertado la preocupación de que el planeta no sea capaz de mantener el número presente o futuro de habitantes. La Declaración del panel de Intercadémias sobre el crecimiento de la población, alrededor de 1994, declaró que muchos problemas ambientales, como el aumento de los niveles de dióxido de carbono en la atmósfera, el calentamiento global y la contaminación, se ven agravados por la expansión de la población. Otros problemas asociados con la superpoblación incluyen la mayor demanda de recursos como agua dulce y alimentos, inanición y desnutrición, el consumo de recursos naturales (como los combustibles fósiles) más rápido que la tasa de regeneración y un deterioro de las condiciones de vida. Los territorios ricos pero muy poblados como Gran Bretaña dependen de las importaciones de alimentos del extranjero. Esto se sintió severamente durante las guerras mundiales cuando, a pesar de las iniciativas de eficiencia alimentaria como "cavar para la victoria" y el racionamiento de alimentos, Gran Bretaña necesitaba luchar para asegurar las rutas de importación. Sin embargo, muchos creen que el desperdicio y el consumo excesivo, especialmente de las naciones ricas, están ejerciendo más presión sobre el medio ambiente que la superpoblación.
La mayoría de los países no tienen una política directa de limitar sus tasas de natalidad, pero las tasas aun así han disminuido debido a la educación sobre planificación familiar y el aumento del acceso al control de la natalidad y la anticoncepción. Solo China impuso restricciones legales para tener más de un hijo. La solución extraterrestre y otras soluciones técnicas se han propuesto como formas de mitigar la superpoblación en el futuro.

## Historia de una preocupación
La preocupación por la superpoblación es un tema antiguo. Tertuliano era un residente de la ciudad de Cartago en el siglo II d. C., cuando la población del mundo era de aproximadamente 190 millones de habitantes (solo el 3-4% de lo que es hoy). En particular, dijo: "Lo que con más frecuencia se encuentra con nuestra vista es nuestra población abundante. Nuestros números son pesados para el mundo, que difícilmente pueden apoyarnos ... De hecho, pestilencia, hambre y guerras, y los terremotos deben ser considerados como un remedio para las naciones, como el medio para podar la exuberancia de la raza humana ". Antes de eso, Platón, Aristóteles y otros también abordaron el tema.
A lo largo de la historia registrada, el crecimiento de la población ha sido lento a pesar de las altas tasas de natalidad, debido a la guerra, las plagas y otras enfermedades, y la alta mortalidad infantil. Durante los 750 años anteriores a la Revolución Industrial, la población mundial aumentó muy lentamente, permaneciendo por debajo de los 250 millones.
A comienzos del siglo XIX, la población mundial había crecido a mil millones de personas, e intelectuales como Thomas Malthus predijeron que la humanidad superaría sus recursos disponibles, porque una cantidad finita de tierra sería incapaz de mantener a una población con un potencial ilimitado. Los mercantillistas argumentaban que una gran población era una forma de riqueza que permitía crear mercados y ejércitos más grandes.
Durante el siglo XIX, el trabajo de Malthus a menudo se interpretó de una manera que culpaba a los pobres solo por su condición y se decía que ayudarlos empeoraba las condiciones a largo plazo. Esto resultó, por ejemplo, en las leyes de pobres inglesas de 1834 y en una respuesta vacilante a la gran hambruna irlandesa de 1845-52.
El Informe de Evaluación de la Población de las Naciones Unidas de 2004 proyecta que la población mundial se estabilizará para el año 2050 y se mantendrá estable hasta el 2300. Un estudio de 2014 publicado en Science desafía esta proyección, afirmando que el crecimiento de la población continuará en el próximo siglo. Adrian Raftery, profesor de estadística y sociología de la Universidad de Washington y uno de los colaboradores del estudio, dice: "El consenso en los últimos 100 años fue que la población mundial, que actualmente es de alrededor de 7 mil millones, subiría a 9 mil millones y se estabilizaría o probablemente disminuiría. Encontramos que hay un 70 por ciento de probabilidad de que la población mundial no se estabilice en este siglo. La población, que había quedado fuera de la agenda mundial, sigue siendo un tema muy importante ". La proyección sugiere que la población podría crecer hasta 15 mil millones para el año 2100
En 2017, más de un tercio de los 50 científicos ganadores de premios Nobel encuestados por The Times Higher Education en los Lindau Nobel Laureate Meetings dijeron que la superpoblación humana y la degradación ambiental son las dos mayores amenazas que enfrenta la humanidad. En noviembre de ese mismo año, una declaración de 15.364 científicos de 184 países indicó que el rápido crecimiento de la población humana es el "principal motor detrás de muchas amenazas ecológicas e incluso sociales".

## Proyecciones del crecimiento de la población mundial
Proyecciones del crecimiento de la población por continentes en 2050:
- África 1.8 mil millones
- Asia 5.3 mil millones
- Europa 628 millones
- América Latina y el Caribe 809 millones
- América del Norte 392 millones

Aumento anual neto de la población humana por país - 2016.

Según las proyecciones, la población mundial continuará creciendo al menos hasta 2050, con una población que alcanzará los 9 mil millones en 2040, y algunas predicciones sitúan a la población en 11 000 millones en 2050. Para el 2100, la población podría alcanzar los 15 mil millones. Walter Greiling proyectó en la década de 1950 que la población mundial alcanzaría un máximo de unos nueve mil millones, en el siglo XXI, y luego dejaría de crecer, después de un reajuste del Tercer Mundo y un saneamiento de los trópicos.
En 2000, las Naciones Unidas estimaron que la población mundial crecía a razón de 1,14% (o alrededor de 75 millones de personas) por año y, según los datos del World Factbook de la CIA, la población humana mundial actualmente aumenta en 145 personas cada minuto.
Según el informe de las Naciones Unidas sobre las Perspectivas de la Población Mundial:
- La población mundial actualmente está creciendo en aproximadamente 74 millones de personas por año. Las predicciones actuales de las Naciones Unidas estiman que la población mundial alcanzará los 9 mil millones alrededor de 2050, suponiendo una disminución en la tasa promedio de fertilidad de 2.5 a 2.0.[32][33]
- Casi todo el crecimiento tendrá lugar en las regiones menos desarrolladas, donde se espera que los 5.300 millones de habitantes actuales de los países subdesarrollados aumenten a 7.800 millones en 2050. Por el contrario, la población de las regiones más desarrolladas permanecerá prácticamente sin cambios, en 1200 millones. Una excepción es la población de los Estados Unidos, que se espera que aumente en un 44% entre 2008 y 2050.[34]
- En 2000-2005, la fecundidad mundial promedio fue de 2,65 niños por mujer, aproximadamente la mitad del nivel en 1950-1955 (5 niños por mujer). En la variante media, se prevé que la fertilidad mundial disminuya aún más a 2,05 niños por mujer.
- Durante 2005-2050, se espera que nueve países representen la mitad del aumento de la población mundial previsto: India, Pakistán, Nigeria, República Democrática del Congo, Bangladés, Uganda, Estados Unidos, Etiopía y China, incluidos de acuerdo con el tamaño de su contribución al crecimiento de la población.
- Se espera que la esperanza de vida mundial al nacer continúe aumentando de 65 años en 2000-2005 a 75 años en 2045-2050. En las regiones más desarrolladas, la proyección es de 82 años para el año 2050. Entre los países menos desarrollados, donde la esperanza de vida actual es de poco menos de 50 años, se espera que aumente a 66 años para 2045-2050.
- Se espera que la población de 51 países o áreas sea más baja en 2050 que en 2005.
- Durante 2005-2050, se prevé que el número neto de migrantes internacionales a regiones más desarrolladas sea de 98 millones. Dado que se proyecta que las muertes superarán los nacimientos en las regiones más desarrolladas en 73 millones durante 2005-2050, el crecimiento de la población en esas regiones se deberá en gran parte a la migración internacional.
- En 2000-2005, la migración neta en 28 países impidió la disminución de la población o duplicó al menos la contribución del aumento natural (nacimientos menos muertes) al crecimiento de la población.
- Las tasas de natalidad están cayendo en un pequeño porcentaje de países en desarrollo, mientras que la población real en muchos países desarrollados caerá sin inmigración.

## Crecimiento urbano

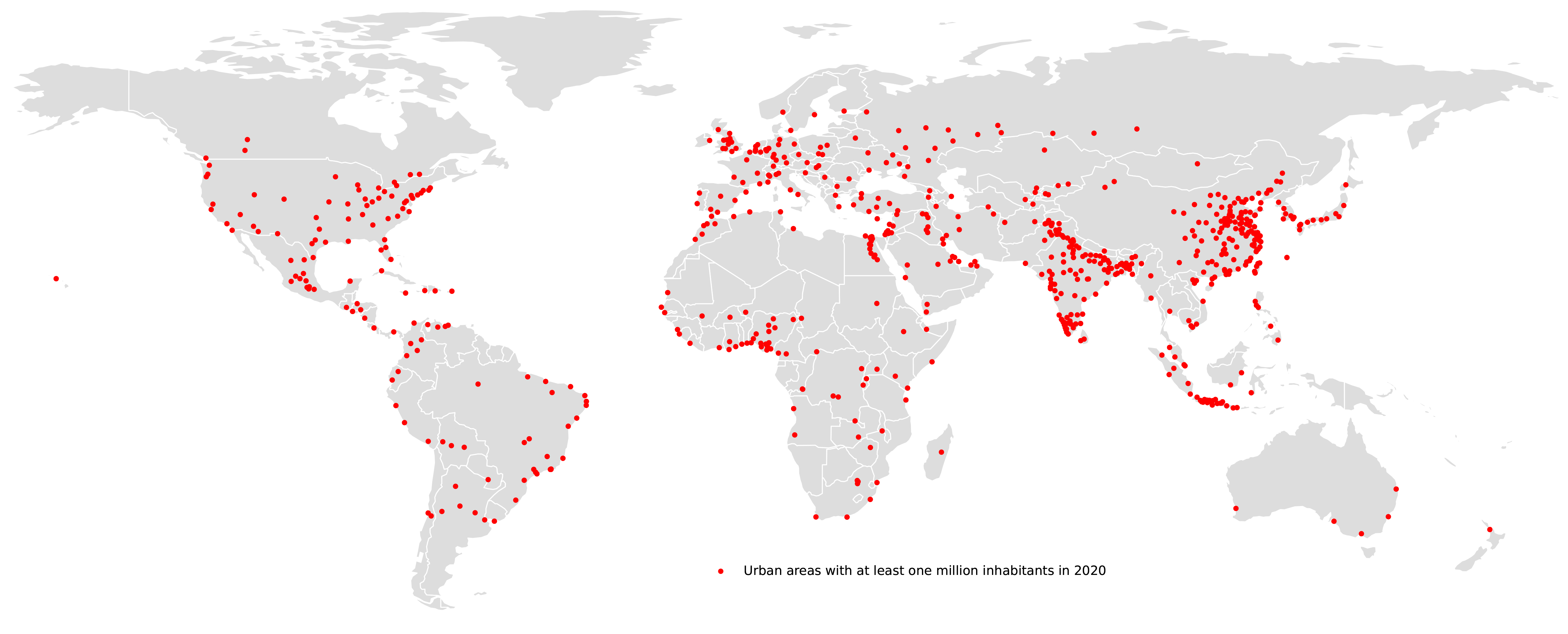
Áreas urbanas con al menos un millón de habitantes en 2020. El 3% de la población mundial vivía en ciudades en 1800, llegando al 47% a fines del.

En 1800, solo el 3% de la población mundial vivía en ciudades. Para el siglo XX, el 47% lo hizo. En 1950 había 83 ciudades con poblaciones que superaban el millón de habitantes; pero en 2007, esto había aumentado a 468 aglomeraciones de más de un millón. Si la tendencia continúa, la población urbana del mundo se duplicará cada 38 años, según los investigadores. La ONU pronostica que la población urbana actual de 3,2 mil millones se elevará a casi 5 mil millones para 2030, cuando tres de cada cinco personas vivirán en ciudades.
El aumento será más dramático en los continentes más pobres y menos urbanizados, Asia y África. Las proyecciones indican que la mayor parte del crecimiento urbano en los próximos 25 años tendrá lugar en los países en desarrollo. Mil millones de personas, una séptima parte de la población mundial, o un tercio de la población urbana, ahora viven en barrios marginales, que se consideran "caldo de cultivo" de problemas sociales como el desempleo, la pobreza, el crimen, la drogadicción, el alcoholismo y otras enfermedades sociales. En muchos países pobres, los barrios marginales presentan altas tasas de enfermedades debido a condiciones insalubres, malnutrición y falta de atención básica de salud.
En 2000, había 18 megaciudades (conurbaciones como Tokio, Beijing, Guangzhou, Seúl, Karachi, Ciudad de México, Mumbai, São Paulo, Londres y Nueva York) que tenían una población superior a los 10 millones de habitantes. El Gran Tokio ya tiene 35 millones, más que toda la población de Canadá (con 34,1 millones).
Según la Revisión Económica del Lejano Oriente, solo Asia tendrá al menos 10 'hiperciudades' para 2025, es decir, ciudades habitadas por más de 19 millones de personas, incluyendo Yakarta (24,9 millones de personas), Daca (25 millones), Karachi (26,5 millones), Shanghái (27 millones) y Mumbai (33 millones). Lagos ha crecido de 300.000 habitantes en 1950 a una estimación de 15 millones en la actualidad, y el gobierno nigeriano estima que la ciudad se habrá expandido a 25 millones de residentes para 2015. Los expertos chinos pronostican que las ciudades chinas contendrán 800 millones de personas para 2020.

## Efectos de la superpoblación humana
El impacto global de la humanidad en el planeta se ve afectado por muchos factores además de la población. El estilo de vida (incluida la utilización de los recursos) y la contaminación (incluida la huella de carbono) son igualmente importantes. En 2008, The New York Times declaró que los habitantes de las naciones desarrolladas del mundo consumen recursos como el petróleo y los metales a un ritmo casi 32 veces mayor que los del mundo en desarrollo, que constituyen la mayoría de la población humana.
Algunos problemas asociados o exacerbados por la superpoblación y el consumo excesivo de los seres humanos son:
- Agua dulce inadecuada para beber, así como tratamiento deficiente de aguas residuales y descarga de efluentes. Algunos países, como Arabia Saudita, usan una desalinización costosa en energía para resolver el problema de la escasez de agua.[45]
- Agotamiento de los recursos naturales, especialmente los combustibles fósiles.[46]
- Incremento del consumo de energía mundial y sus predicciones.
- Aumento de los niveles de contaminación del aire, contaminación del agua, contaminación del suelo y contaminación acústica. Una vez que un país se ha industrializado y se ha enriquecido, una combinación de regulación gubernamental e innovación tecnológica hace que la contaminación disminuya sustancialmente, incluso a medida que la población continúa creciendo.[47]
- La deforestación y la pérdida de ecosistemas[48] que contribuyen valiosamente al equilibrio global del oxígeno atmosférico y el dióxido de carbono; cerca de ocho millones de hectáreas de bosque se pierden cada año.[49]
- Cambios en la composición atmosférica y el consiguiente calentamiento global.[50]
- Pérdida de tierra cultivable y aumento de la desertificación. La deforestación y la desertificación se pueden revertir adoptando derechos de propiedad, y esta política es exitosa incluso cuando la población humana continúa creciendo.[51]
- Extinción masiva de especies y contracción de la biodiversidad[52][53][54] de un hábitat reducido en los bosques tropicales debido a las técnicas de tala y quema que a veces practican los agricultores migratorios, especialmente en países con una rápida expansión rural de las poblaciones; las tasas actuales de extinción pueden ser tan altas como 140.000 especies perdidas por año. A partir de febrero de 2011, la Lista Roja de la UICN enumera un total de 801 especies de animales que se extinguieron durante la historia humana registrada, aunque la gran mayoría de las extinciones se consideran indocumentadas.[55] La biodiversidad continuaría creciendo a un ritmo exponencial si no fuera por la influencia humana.[56] Sir David King, exasesor científico principal del gobierno del Reino Unido, dijo en una investigación parlamentaria: "Es evidente que el crecimiento masivo de la población humana durante el siglo XX ha tenido más impacto en la biodiversidad que cualquier otro factor único".[57][58] Paul y Anne Ehrlich dijeron que el crecimiento de la población es uno de los principales impulsores de la crisis de extinción de la Tierra.[59] Chris Hedgesinformó en el 2009 que: "El delfín del río Yangtze, la ballena gris del Atlántico, el rinoceronte negro de África occidental, el alce de Merriam, el oso grizzly de California, la trucha plateada, el lucio azul y el gorrión marino oscuro son todos víctimas de la superpoblación humana".[60]

- Alta mortalidad de lactantes y niños.[61]
- Cultivo intensivo industrial para apoyar a grandes poblaciones. Da lugar a amenazas humanas, incluida la evolución y propagación de enfermedades bacterianas resistentes a los antibióticos, la contaminación excesiva del aire y el agua y nuevos virus que infectan a los humanos.

- Mayor probabilidad de que surjan nuevas epidemias y pandemias.[62] Por muchas razones ambientales y sociales, que incluyen condiciones de hacinamiento, malnutrición y atención de salud inadecuada, inaccesible o inexistente, los pobres tienen más probabilidades de estar expuestos a enfermedades infecciosas.
- Inanición, desnutrición[63] o mala alimentación con problemas de salud y deficiencia de dieta (por ejemplo, raquitismo).
- La pobreza junto con la inflación en algunas regiones y un bajo nivel resultante de formación de capital. La pobreza y la inflación se ven agravadas por el mal gobierno y las malas políticas económicas.[64]
- Baja esperanza de vida en los países con poblaciones de más rápido crecimiento.[65]
- Condiciones de vida antihigiénicas para muchas personas basadas en el agotamiento de los recursos hídricos, la descarga de aguas residuales sin procesar y la eliminación de desechos sólidos. Sin embargo, este problema se puede reducir con la adopción de alcantarillas. Por ejemplo, después de que Karachi, en Pakistán instaló alcantarillas, su tasa de mortalidad infantil se redujo sustancialmente.[66]
- Elevada tasa de delincuencia debido a los cárteles de la droga y mayor robo por parte de personas que roban recursos para sobrevivir.[67]
- Conflicto sobre recursos escasos y hacinamiento, lo que lleva a niveles de guerra incrementados.[68]
- Menor libertad personal y leyes más restrictivas. Las leyes regulan y dan forma a la política, la economía, la historia y la sociedad y sirven como mediadores de las relaciones e interacciones entre las personas. Cuanto mayor es la densidad de población, más frecuentes se vuelven esas interacciones, y así surge la necesidad de más leyes y / o leyes más restrictivas para regular estas interacciones y relaciones. Incluso Aldous Huxley especuló en 1958 que la democracia está amenazada debido a la superpoblación y podría dar lugar a gobiernos de estilo totalitario.[69]

David Attenborough describió el nivel de población humana en el planeta como un multiplicador de todos los demás problemas ambientales. En 2013, describió a la humanidad como "una plaga en la Tierra" que debe controlarse limitando el crecimiento de la población.

## Soluciones propuestas y medidas de mitigación
"Sin embargo, dados los niveles actuales de violencia de esta cultura contra los humanos y el mundo natural, no es posible hablar de reducciones en la población y el consumo que no involucren violencia y privación, no porque las reducciones en sí mismas impliquen necesariamente violencia, sino porque la violencia y la privación se han convertido en el defecto de nuestra cultura". Derrick Jensen. Final del juego, 2006.
Varias soluciones y medidas de mitigación tienen el potencial de reducir la superpoblación. Algunas soluciones se deben aplicar a nivel planetario global (por ejemplo, a través de resoluciones de la ONU), mientras que otras se aplican a nivel de país o de gobierno estatal, y algunas a nivel familiar o individual. Algunas de las mitigaciones propuestas apuntan a ayudar a implementar nuevas normas sociales, culturales, conductuales y políticas para reemplazar o modificar significativamente las normas actuales.
Por ejemplo, en sociedades como China, el gobierno ha establecido políticas que regulan la cantidad de niños permitidos a una pareja. Otras sociedades han implementado estrategias de mercadeo social para educar al público sobre los efectos de superpoblación. "La intervención puede ser generalizada y realizarse a bajo costo. Es necesario producir y distribuir una variedad de materiales impresos (volantes, folletos, hojas informativas, adhesivos) en todas las comunidades, como en lugares de culto locales, eventos deportivos, comida local. mercados, escuelas y aparcamientos (taxis / paradas de autobuses) ".
Dichas indicaciones funcionan para introducir el problema de modo que las normas sociales nuevas o modificadas sean más fáciles de implementar. Ciertas políticas del gobierno están haciendo que sea más fácil y más socialmente aceptable usar métodos anticonceptivos y de aborto. Un ejemplo de un país cuyas leyes y normas están obstaculizando el esfuerzo mundial para frenar el crecimiento de la población es Afganistán. "La aprobación por parte del presidente afgano Hamid Karzai de la Ley de Estatus Personal chiita en marzo de 2009 destruyó efectivamente los derechos y libertades de las mujeres chiítas en Afganistán. Según esta ley, las mujeres no tienen derecho a negarles el sexo a sus maridos a menos que estén enfermas. si lo hacen ".
Los científicos y tecnólogos, como los Huesemann o los Ehrlich advierten que la ciencia y la tecnología, tal como se practican actualmente, no pueden resolver los graves problemas que enfrenta la sociedad humana global y que se necesita un cambio cultural, social y político para reorientar la ciencia y la tecnología de una manera más responsable social y ambientalmente en dirección sostenible.

### Reducir la superpoblación
Artículo principal: Control de la población humana

### Educación y empoderamiento
Una opción es centrarse en la educación sobre la superpoblación, la planificación familiar y los métodos anticonceptivos, y hacer que los dispositivos anticonceptivos como los condones masculinos y femeninos, las píldoras anticonceptivas y los dispositivos intrauterinos estén fácilmente disponibles. En todo el mundo, casi el 40% de los embarazos son involuntarios (unos 80 millones de embarazos no deseados por año). Se estima que 350 millones de mujeres en los países más pobres del mundo no querían a su último hijo, no querían otro hijo o deseaban espaciar sus embarazos, pero carecían de acceso a información, medios y servicios asequibles para determinar el tamaño y el espaciamiento de los embarazos. En los Estados Unidos, en 2001, casi la mitad de los embarazos no fueron intencionales. En el mundo en desarrollo, unas 514.000 mujeres mueren anualmente por complicaciones derivadas del embarazo y el aborto, y el 86% de estas muertes ocurren en la región del África subsahariana y en el sur de Asia. Además, 8 millones de niños mueren, muchos debido a la desnutrición o enfermedades prevenibles, especialmente por la falta de acceso al agua potable.
Los derechos de la mujer y sus derechos reproductivos en particular son cuestiones que se consideran de vital importancia en el debate.
    "El único rayo de esperanza que puedo ver, y no es mucho, es que sea donde sea que las mujeres controlen sus vidas, tanto política como socialmente, donde los servicios médicos les permitan lidiar con el control de la natalidad y donde sus maridos les permitan tomar esas decisiones, entonces allí la tasa de natalidad disminuirá. Las mujeres no quieren tener 12 hijos, de los cuales nueve morirán ". - David Attenborough
Egipto anunció un programa para reducir su superpoblación mediante la educación en planificación familiar e insertar a las mujeres en la fuerza de trabajo. Fue anunciado en junio de 2008 por el ministro de Salud y Población, y el gobierno destinó 480 millones de libras egipcias (alrededor de 90 millones de dólares) para el programa.
Varios científicos (incluyendo, por ejemplo, Paul y Anne Ehrlich y Gretchen Daily) propusieron que la humanidad debería trabajar para estabilizar sus números absolutos, como punto de partida para comenzar el proceso de reducción de los números totales. Sugirieron las siguientes soluciones y políticas: seguir una norma sociocultural y conductual de tamaño pequeño en todo el mundo (especialmente el límite de un niño por familia) y proporcionar anticoncepción a todos, junto con una educación adecuada sobre su uso y beneficios (mientras se proporciona acceso a un aborto seguro y legal como respaldo a la anticoncepción), combinado con una distribución de recursos significativamente más equitativa a nivel mundial.
El magnate de los negocios Ted Turner propuso una norma cultural de "un niño por familia voluntaria, no impuesta". Una campaña de "prometer dos o menos" se realiza por Population Matters (una organización del Reino Unido), en la que se alienta a las personas a limitarse al tamaño de una familia pequeña.
La planificación de la población que tiene la intención de reducir el tamaño de la población o la tasa de crecimiento puede promover o hacer cumplir una o más de las siguientes prácticas, aunque también existen otros métodos:
- Mayor y mejor acceso a la anticoncepción
- Reducir la mortalidad infantil para que los padres no necesiten tener muchos hijos para garantizar que al menos algunos sobrevivan hasta la edad adulta.
- Mejorar el estado de las mujeres para facilitar una desviación de la división sexual tradicional del trabajo.
- Políticas de un niño y dos niños y otras políticas que restringen o desalientan los nacimientos directamente.
- Planificación familiar
- Crear pequeños "modelos de roles" familiares[83]
- Restricciones de inmigración más estrictas

Los métodos elegidos pueden estar fuertemente influenciados por las creencias culturales y religiosas de los miembros de la comunidad.

### Regulaciones de los nacimientos
La superpoblación puede mitigarse mediante el control de la natalidad; algunas naciones, como la República Popular de China, usan medidas estrictas para reducir las tasas de natalidad. La oposición religiosa e ideológica al control de la natalidad ha sido citada como un factor que contribuye a la superpoblación y la pobreza.
Sanjay Gandhi, hijo del fallecido primer ministro de India Indira Gandhi, implementó un programa de esterilización forzada entre 1975 y 1977. Oficialmente, los hombres con dos hijos o más tenían que someterse a la esterilización, pero había un mayor enfoque en esterilizar a las mujeres que en esterilizar a los hombres. Este programa todavía se recuerda y se critica en India, y se culpa de crear una aversión pública a la planificación familiar, lo que obstaculizó programas del gobierno por décadas.
El diseñador urbano Michael E. Arth ha propuesto un "plan de licencia de nacimiento comercializable y basado en opciones" que él llama "créditos de nacimiento". Los créditos de nacimiento le permitirían a cualquier mujer tener tantos hijos como quiera, siempre y cuando ella compre una licencia para cualquier niño más allá de una asignación promedio que resultaría en un crecimiento cero de la población. Si se determinara que esa asignación era un niño, por ejemplo, entonces el primer niño sería libre, y el mercado determinaría cuánto costaría la licencia para cada niño adicional. Los créditos adicionales expirarían después de un tiempo determinado, por lo que estos créditos no podrían ser acumulados por los especuladores. El costo real de los créditos sería solo una fracción del costo real de tener y criar a un hijo, por lo que los créditos servirían más como una llamada de atención a las mujeres que de otro modo pueden procrear hijos sin considerar seriamente las consecuencias a largo plazo para ellos mismos o la sociedad.

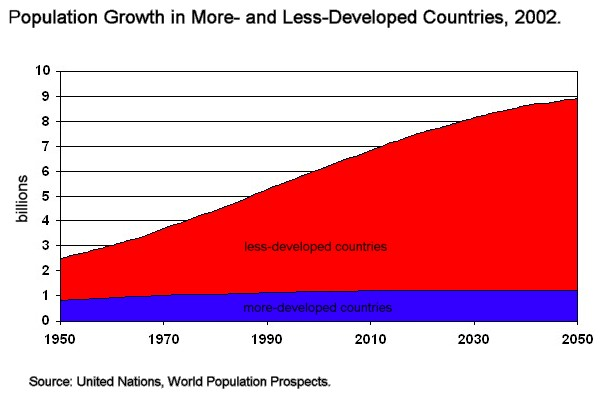
Crecimiento de la población mundial según el desarrollo

Otro enfoque basado en la elección, similar a los créditos de nacimiento de Arth, es la compensación financiera u otros beneficios (bienes y / o servicios gratuitos) del Estado (o empresas estatales) que se ofrecen a las personas que voluntariamente se esterilizan. Dicha compensación ha sido ofrecida en el pasado por el gobierno de la India.
En 2014, las Naciones Unidas estimaron que hay una probabilidad del 80% de que la población mundial esté entre 9.600 millones y 12.300 millones para el año 2100. La mayor parte del aumento de la población mundial previsto se producirá en África y el sur de Asia. Se espera que la población de África aumente de los actuales mil millones a cuatro mil millones para el año 2100, y Asia podría agregar otros mil millones en el mismo período.
Debido a que la edad mediana de los africanos es relativamente baja (por ejemplo, en Uganda es de 15 años), los créditos por nacimiento tendrían que limitar la fecundidad a un niño por cada dos mujeres para alcanzar los niveles de los países desarrollados inmediatamente. Para los países con una amplia base en su pirámide de población, las personas que están en edad de procrear necesitarán una generación para formar sus familias. Un ejemplo del impulso demográfico es China, que agregó quizás 400.000 personas más después de que se promulgó su política de un solo hijo. Arth ha sugerido que la atención se centre en los países desarrollados y que una combinación de créditos por nacimiento y compensación adicional suministrada por los países desarrollados pueda llevar rápidamente a un crecimiento demográfico cero y al mismo tiempo elevar rápidamente el nivel de vida en los países en desarrollo.

### Asentamiento extraterrestre
Varios científicos y autores de ciencia ficción han contemplado que la superpoblación en la Tierra podría remediarse en el futuro mediante el uso de asentamientos extraterrestres. En la década de 1970, Gerard K. O'Neill sugirió construir hábitats espaciales que podrían soportar 30 000 veces la capacidad de carga de la Tierra utilizando solo el cinturón de asteroides, y que el Sistema Solar en su conjunto podría mantener las tasas actuales de crecimiento de la población durante mil años. Marshall Savage (1992, 1994) ha proyectado una población humana de cinco trillones en todo el Sistema Solar en el año 3000, con la mayoría de la población en el cinturón de asteroides. Freeman Dyson (1999) favorece el cinturón de Kuiper como el futuro hogar de la humanidad, lo que sugiere que esto podría suceder dentro de unos pocos siglos. En Mining the Sky, John S. Lewis sugiere que los recursos del sistema solar podrían soportar 10 cuatrillones de personas. En una entrevista, Stephen Hawking afirmó que la superpoblación es una amenaza para la existencia humana y que "nuestra única posibilidad de supervivencia a largo plazo es no permanecer mirando hacia el interior del planeta Tierra, sino extendernos al espacio".
K. Eric Drexler, famoso inventor del concepto futurista de nanotecnología molecular, ha sugerido en Engines of Creation que colonizar el espacio significará romper los límites de Malthus para el crecimiento de la especie humana.
Es posible que otras partes del Sistema Solar estén habitadas por la humanidad en algún momento en el futuro. Geoffrey Landis del Centro de Investigación Glenn de la NASA en particular ha señalado que "a nivel de las nubes, Venus es un planeta paradisíaco", ya que uno podría construir fácilmente hábitats de aeróstatos y ciudades flotantes, basándose en el concepto de que el aire respirable es extraíble de la densa atmósfera de Venus. Venus, como Saturno, Urano y Neptuno, en las capas superiores de sus atmósferas, incluso permitirían una gravedad casi tan fuerte como la de la Tierra (véase: Colonización de Venus).
Muchos autores de ciencia ficción, incluidos Carl Sagan, Arthur C. Clarke, e Isaac Asimov, han argumentado que enviar cualquier exceso de población al espacio no es una solución viable para la superpoblación humana. Según Clarke, "la batalla de la población debe combatirse o ganarse aquí en la Tierra". El problema para estos autores no es la falta de recursos en el espacio (como se muestra en libros como Mining the Sky), sino la impracticabilidad física de enviar grandes cantidades de personas al espacio para "resolver" la superpoblación en la Tierra. Sin embargo, los cálculos de Gerard K. O'Neill muestran que la Tierra podría descargar todo el nuevo crecimiento de la población con una industria de servicios de lanzamiento de aproximadamente el mismo tamaño que la industria actual de las líneas aéreas.
El concepto de StarTram, de James R. Powell (el coinventor del transporte de maglev) y otros, prevé una capacidad para enviar hasta 4 millones de personas al espacio por instalación por década. Una colonia extraterrestre hipotética podría crecer solo por reproducción (es decir, sin inmigración), con todos los habitantes siendo descendientes directos de los colonos originales.

### Urbanización
A pesar del aumento en la densidad de población dentro de las ciudades (y la aparición de megaciudades), ONU Hábitat afirma en sus informes que la urbanización puede ser el mejor compromiso frente al crecimiento de la población mundial. Las ciudades concentran la actividad humana dentro de áreas limitadas, lo que limita la amplitud del daño ambiental. Pero esta influencia mitigante solo puede lograrse si la planificación urbana mejora significativamente y los servicios de la ciudad se mantienen adecuadamente.